# Мейси, Джемма
Джемма Мейси (англ. Gemma Massey; род. 30 сентября 1984, Тамворт, Стаффордшир, Великобритания) — британская модель и порноактриса.

## Биография
Один из крупнейших порносайтов Twistys.com назвал её девушкой месяца в июле 2009.
В 2010 году она подписала эксклюзивный контракт с Bluebird Films на съёмку в порнографических фильмах. В первые месяцы Джемма снималась исключительно в фильмах с лесбийскими сценами, но уже в апреле 2010 года, зрители увидели её в первой гетеросексуальной порноленте в жанре хардкор.
В 2012 году была номинирована AVN Awards и XBIZ Award премиями в категории «Лучшая иностранная актриса».
В мае 2012 года Джемма отказалась от продления контракта со студией Bluebird Films, объяснив это желанием посвятить больше времени модельному бизнесу.
Замужем. Родила дочь в конце декабря 2017 года.

## Премии и номинации
| Год  | Церемония  | Категория                  | Работа | Результат |
| ---- | ---------- | -------------------------- | ------ | --------- |
| 2012 | AVN Award  | Лучшая иностранная актриса |        | Номинация |
| 2012 | XBIZ Award | Лучшая иностранная актриса |        | Номинация |